# Rasa de Davins
La Rasa de Davins, anomenada també Torrent de Davins' és un torrent afluent per la dreta del Cardener. Des del seu naixement, la Rasa de Davins passa successivament pels següents termes municipals.
| Municipis                              |                  |                  |
|                                        | Longitud (en m.) | % del recorregut |
| Per l'interior del municipi de Cardona | 2.608            | 38,64%           |
| Per l'interior del municipi de Navàs   | 4.141            | 61,36%           |

El conjunt de la xarxa hidrogràfica de la Rasa de Davins transcorre pels següents termes municipals:
| Distribució per municipis de la xarxa |                          |                            |
| Municipi                              | Nombre de cursos o trams | Longitud que hi transcorre |
| Cardona                               | 39                       | 40.147 m.                  |
| Navàs                                 | 19                       | 17.061 m.                  |
| Sant Mateu de Bages                   | 13                       | 6.395 m.                   |

La xarxa hidrogràfica de la Rasa de Davins està constituïda per 68 cursos fluvials que sumen una longitud total de 63.607 m. Són afluents destacables:
- La Rasa de la Creu de les Llaceres

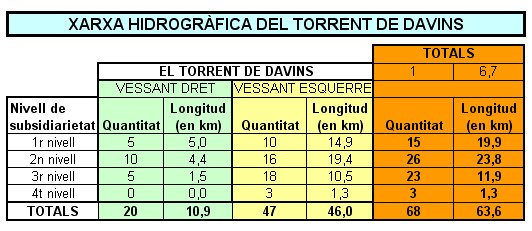
Taula de dades de síntesi

- El Torrent de Comabella
- La Torrent de Cal Fèlix
- La Rasa de Vallbona